# Elaeagnus heterophylla
Elaeagnus heterophylla là một loài thực vật có hoa trong họ Elaeagnaceae. Loài này được D.Fang & D.R.Liang mô tả khoa học đầu tiên năm 2000.